# Jüdischer Friedhof Neckarsulm

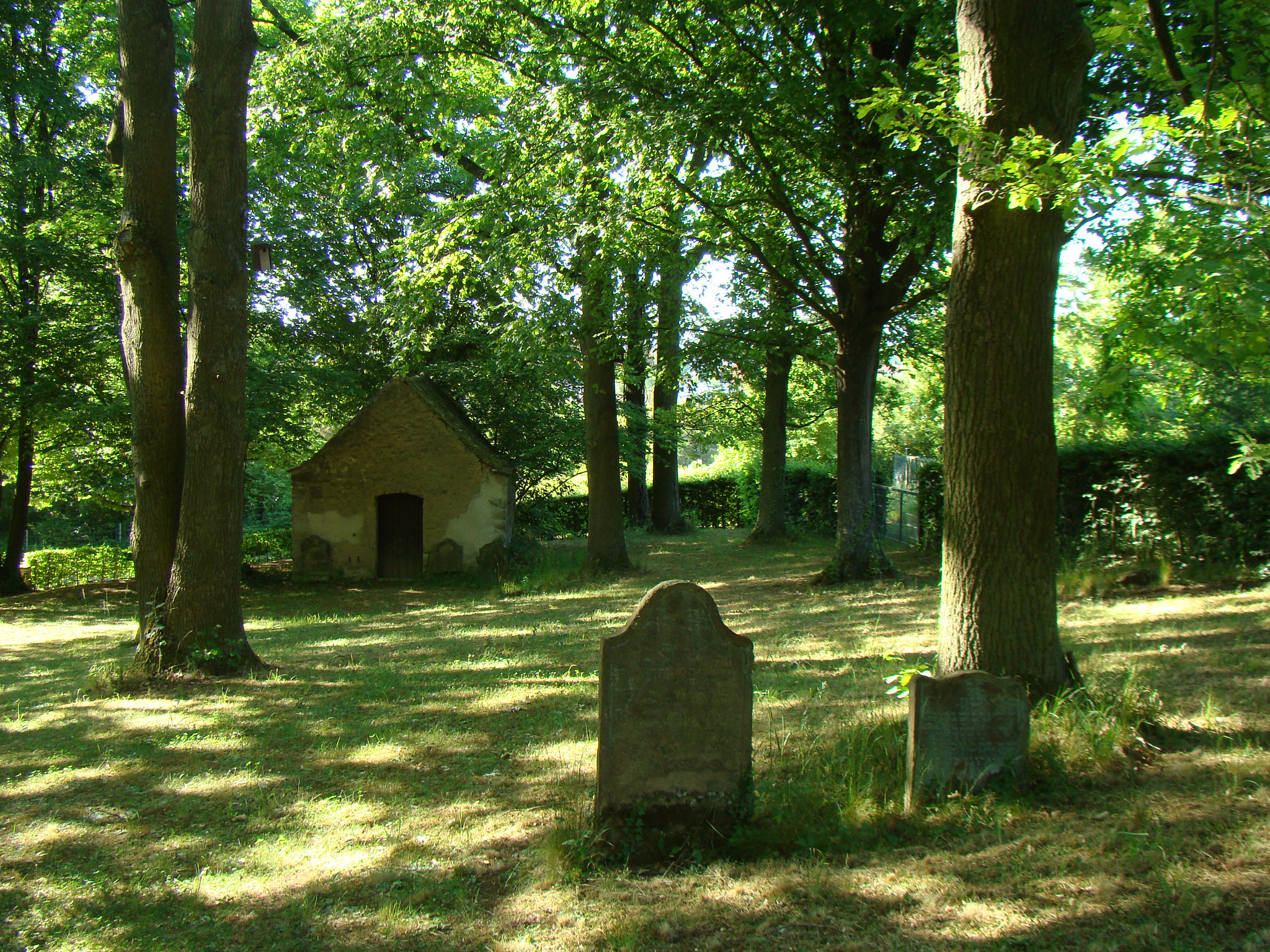
Jüdischer Friedhof in Neckarsulm

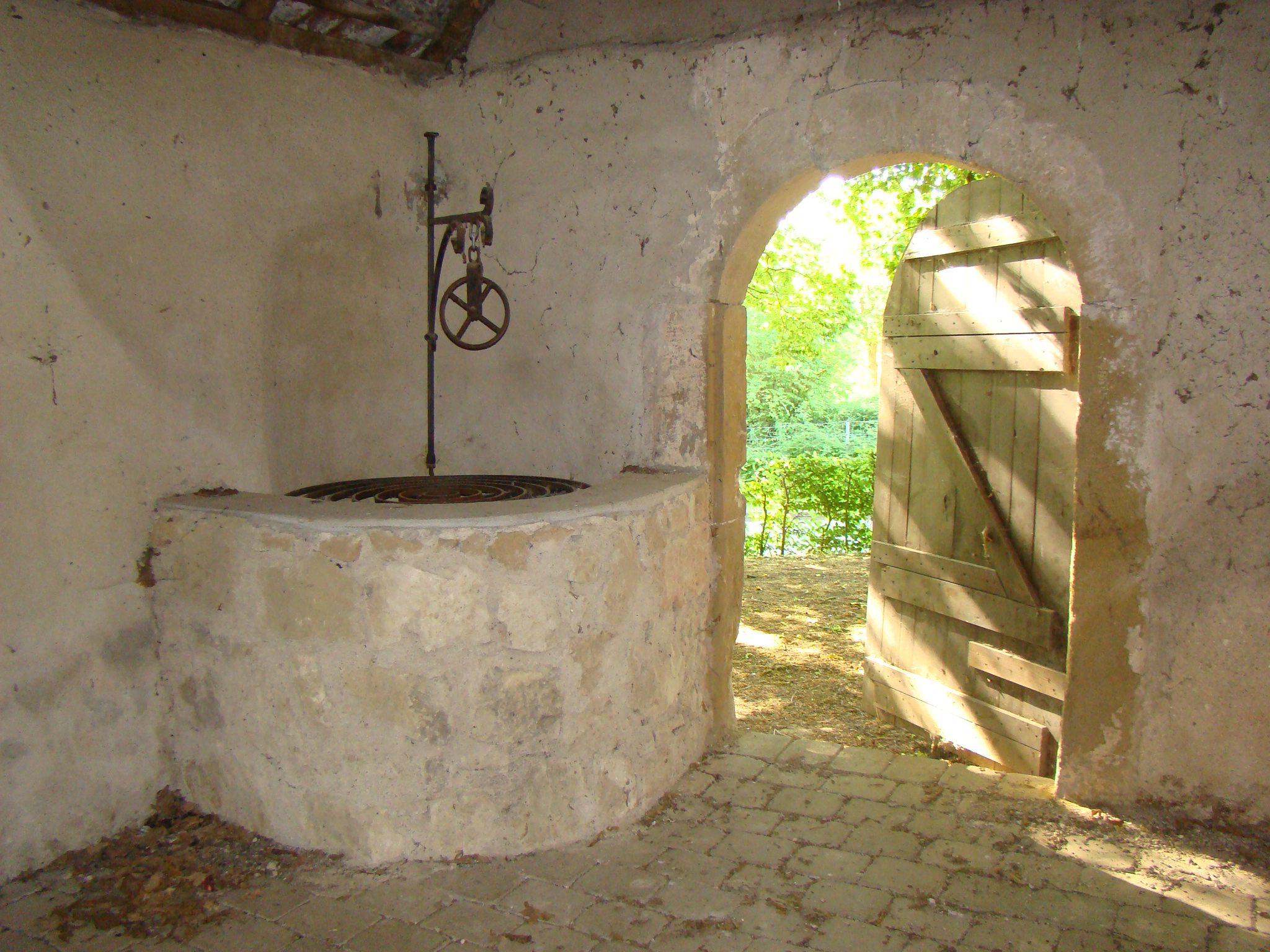
Ziehbrunnen im Taharahaus

Der Jüdische Friedhof Neckarsulm ist ein Jüdischer Friedhof in Neckarsulm im Landkreis Heilbronn im nördlichen Baden-Württemberg. Er wurde 1942 weitgehend zerstört, nach 1945 jedoch wieder als umfriedete Parkanlage hergerichtet.
Der Friedhof Am Waldenberg neben dem städtischen Friedhof im Wohngebiet Neuberg wurde Mitte des 16. Jahrhunderts angelegt. Der älteste Grabstein datiert von 1659, der jüngste von 1920. Der Friedhof wurde bis ins 19. Jahrhundert von der Jüdischen Gemeinde Kochendorf und der Jüdischen Gemeinde Oedheim mitbenutzt.
Im Frühjahr 1942 erwarb die Stadt Neckarsulm den Friedhof. Die Grabsteine wurden abgeräumt und beim Straßenbau verwendet. Mit einigen wenigen noch erhaltenen Grabsteinen und zu Haufen aufgeschichteten Trümmern wurde nach 1945 versucht, den Friedhof wieder herzurichten. 

## Taharahaus
Das ehemalige Taharahaus mit einem alten Ziehbrunnen im Inneren ist noch erhalten.